# Rue Nationale (Tours)
Pour les articles homonymes, voir Rue et Place Nationale.
La rue Nationale est une voie de la commune française de Tours.

## Situation et accès
La rue Nationale est située dans l'hypercentre de Tours, longue de 700 mètres, elle s'étend sur un terrain plat du nord au sud. Elle relie la place Anatole-France (où débouche le pont Wilson) et l'avenue de Grammont.
C'est l'une des plus anciennes et les plus commerçantes de la ville qui coupe en deux le Vieux-Tours et constitue l'une des principales artères de la ville.
Son tracé rectiligne s'inscrit au centre d'une très belle perspective, appelée l'axe majeur de six kilomètres et constituée (du nord au sud) par l'avenue de la Tranchée, le pont Wilson, la rue Nationale et l'avenue de Grammont.
La partie nord de la rue est plus large que la partie sud.
Depuis l'implantation du tramway en 2013, la rue Nationale devient piétonne. Lors de la Seconde Guerre mondiale, la rue est entièrement détruite sur plus de 400 mètres de la Loire jusqu'à l'angle des rues Emile Zola et Néricault Destouches. Cette portion de la rue fut reconstruite avec des bâtiments modernes.

## Origine du nom
La voie porte successivement les noms de rue Du Cluzel, de Choiseul, de l'Armée d'Italie (1798), d'Indre-et-Loire (1801), Napoléon (1808), Neuve, Royale (1816) avant d'être appelée rue Nationale par une délibération du conseil municipal du 30 mars 1883.

## Historique

### Antiquité
La rue Nationale recouvre une voie romaine de Caesarodunum. On peut également noter qu'une fouille préventive réalisée en 2006 et 2007 dans la partie sud de la ville antique, à l'ouest de l'actuelle rue Nationale, a révélé l'existence d'une vaste zone résidentielle des Ier et IIe siècles, caractérisée par un lotissement pérenne de l'espace étudié, suggérant une organisation cadastrale de cette partie de la ville.

### Rue Royale
L'actuelle rue Nationale se nommait précédemment rue Royale. Elle est réellement percée à partir de 1777 selon les plans de Jean Cadet de Limay bien qu'il existât avant une rue Taversaine. Ce projet fit basculer l'axe de la ville, si anciennement il était est-ouest avec les rues du Commerce et Colbert, il devient désormais nord-sud au droit de l'église Saint-Julien.
En 1840 sous le mandat du maire Walvein la rue n'est pas encore finie, néanmoins tous les aménagements et toutes les constructions qui y sont faits maintiennent une harmonie, une unité. Les façades doivent impérativement être symétriques, ainsi par exemple des bâtiments remarquables sont édifiés en miroir de part et d'autre de la rue (place Anatole France) face à la Loire.

### Rue Nationale
Sous le mandat du maire de Tours Jules Charpentier (1882-1884) la « rue Royale » est débaptisée : elle devient alors la « rue Nationale ».
En 1940, les bombardements vont anéantir partiellement la rue Nationale. Après la guerre, Camille Lefèvre propose un projet pour réorganiser la rue. Mais c'est l'architecte Pierre Patout qui obtient la reconstruction. Il est décidé de ne pas reconstruire à l'identique les bâtiments remarquables qui bordaient la rue. La partie Nord est totalement détruite, puis élargie d'environ 10 mètres.
Jusqu'à la fin de la construction de l'autoroute A10 en 1981, la rue Nationale est très empruntée, voire encombrée. Elle se situe en effet sur l'axe majeur reliant l'Espagne à Paris (ex RN10).
Au début de la rue se trouvent la Bibliothèque centrale de Tours, l'église Saint-Julien (ancienne abbaye), et le Musée du Compagnonnage. Au no 17 se trouvait l'hôtel du Faisan à grande réputation et au no 39 la maison de naissance d'Honoré de Balzac.

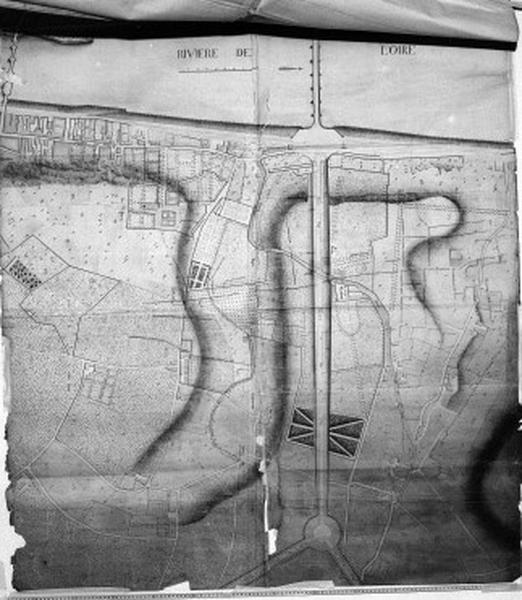
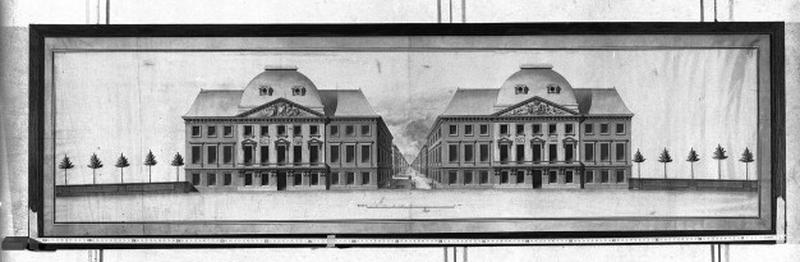
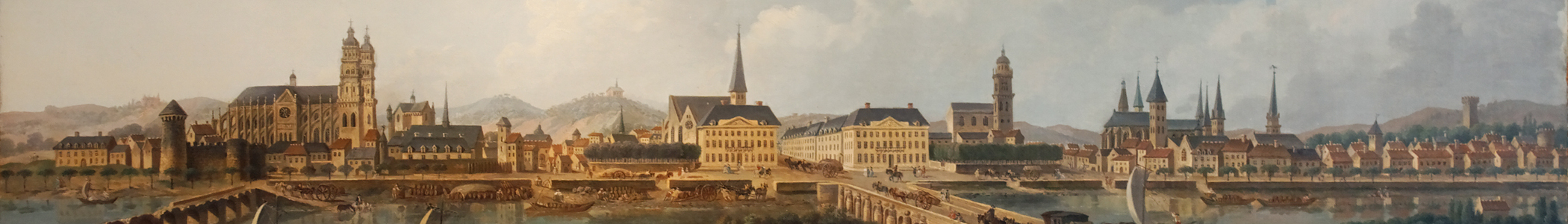
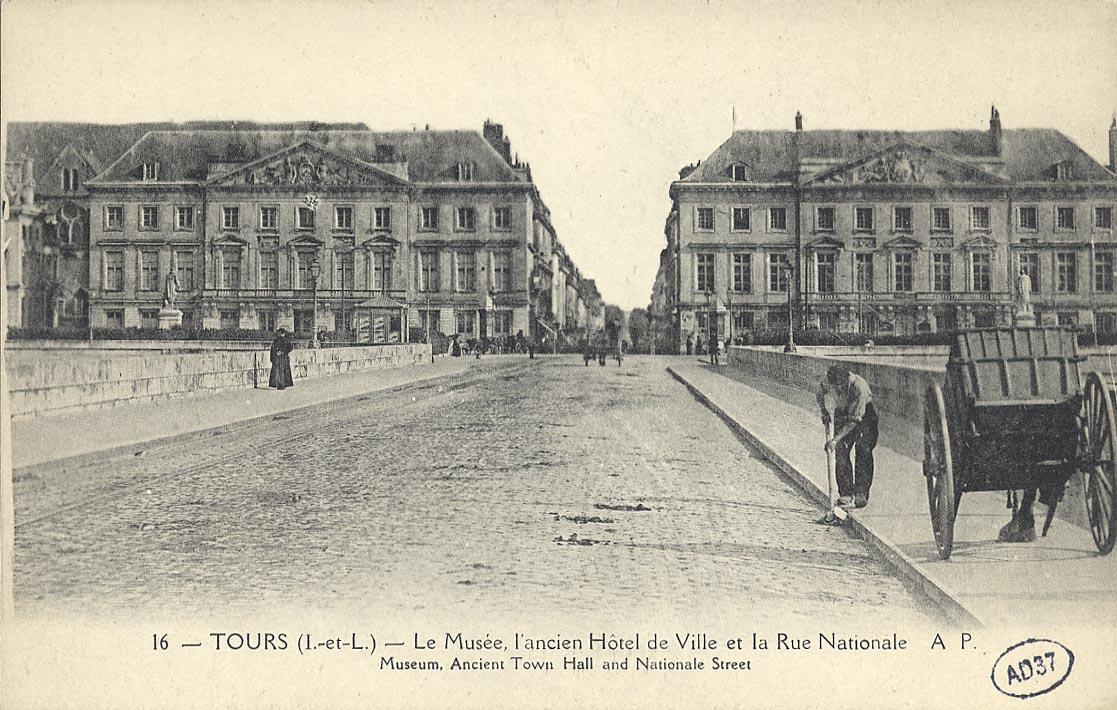
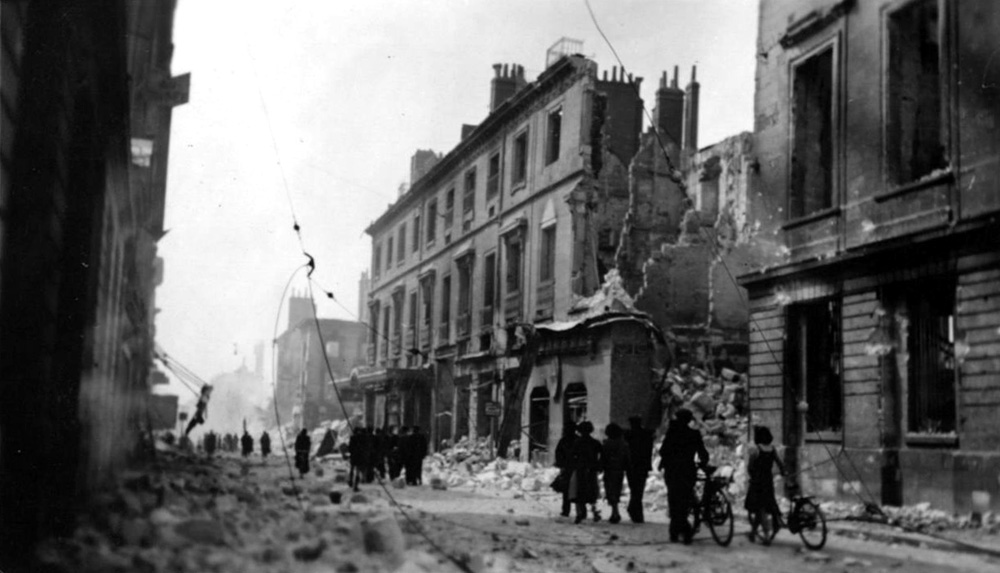

### Période contemporaine
Depuis le début du XXIe siècle et jusqu'en 2013, la rue est traversée, dans sa moitié nord, par deux voies automobiles et deux voies bus, et, dans sa seconde moitié, uniquement par les piétons et les transports en commun. La rue est entièrement bordée de commerces.
Depuis septembre 2013, le tracé du tramway de Tours passe par la rue Nationale (en implantation centrale) où se situent deux arrêts ; les bus n'y circuleront alors plus. La restructuration totale de la rue Nationale est alors réalisée pour l'occasion. Le goudron disparait totalement pour laisser place à des pavés et la rue est rendue entièrement piétonne.
En 2016, c'est le haut de la rue Nationale, renommé « Porte de Loire », qui concentre de nouveaux projets. Des bâtiments composés d'un rez-de-chaussée uniquement et accueillant des commerces sont détruits cette année. La ville espère en lieu et place l'implantation de trois bâtiments modernes contenant deux hôtels de luxe, une centaine d'appartements et des commerces. Prévu pour 2020, le projet a été plusieurs fois retardé,.

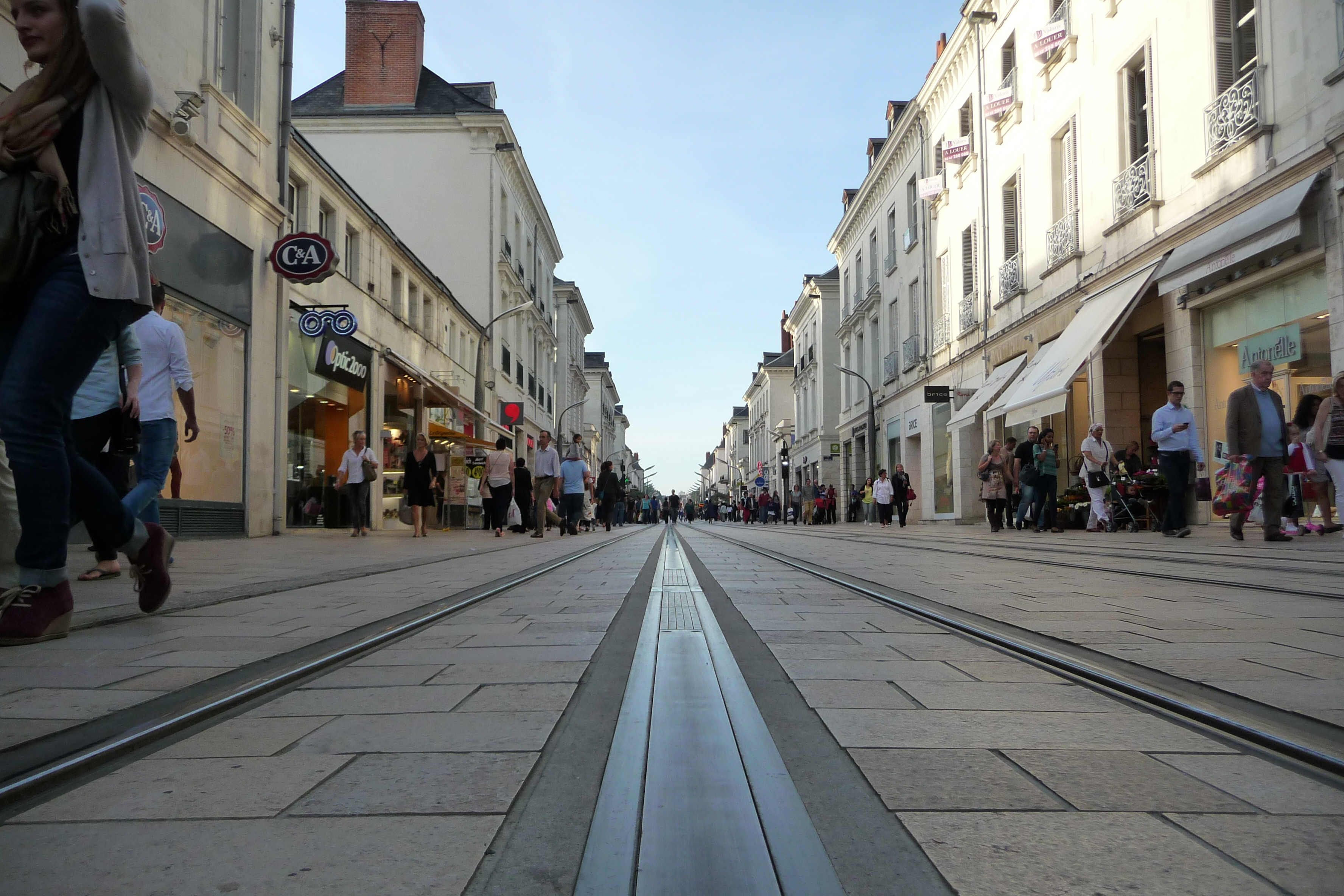
Vue des rails du tramway qui parcourt la rue Nationale.
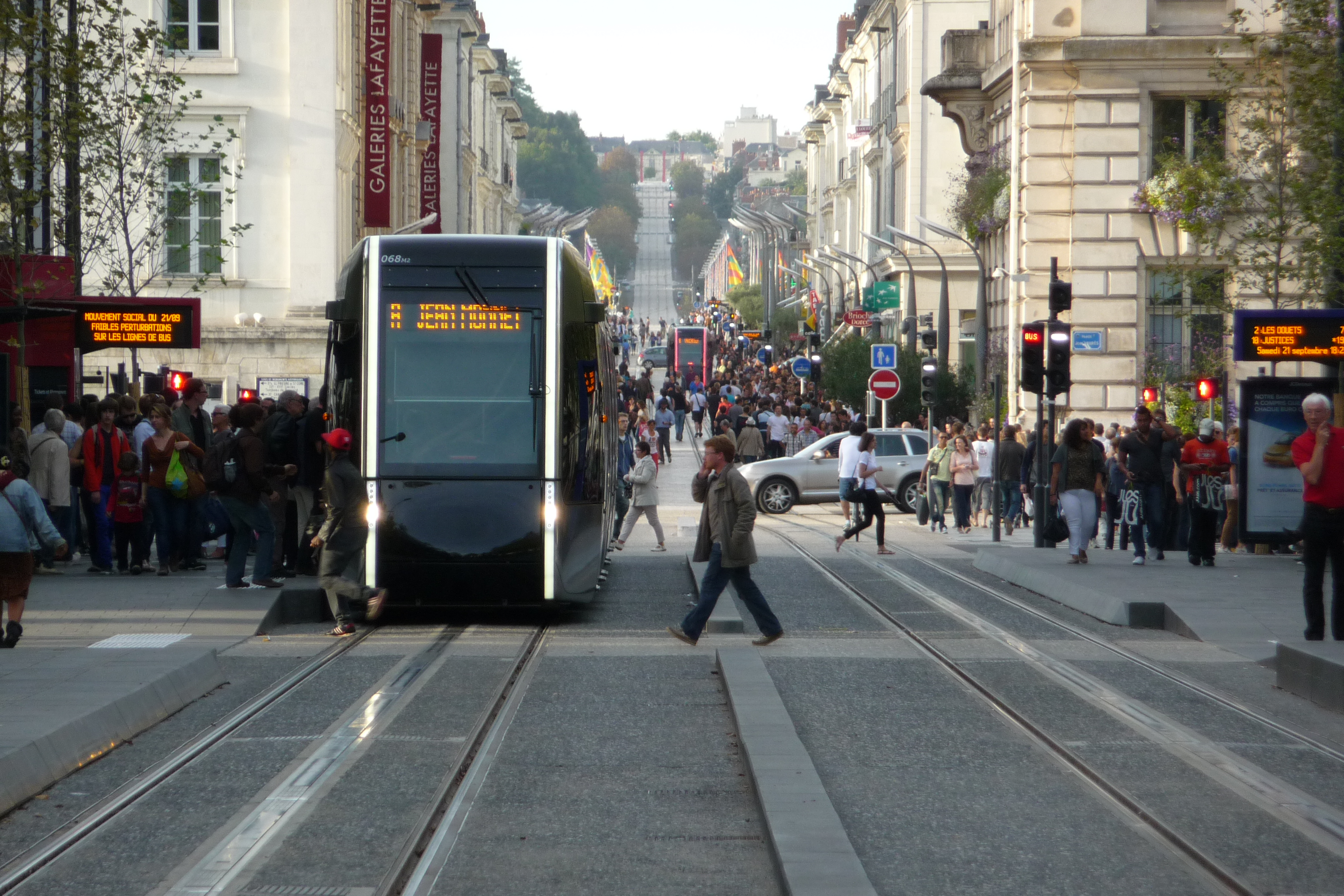
Le tramway avenue de Grammont. Dans le prolongement : rue Nationale puis, au dernier plan, avenue de la Tranchée (Tours-Nord).

## Bâtiments remarquables et lieux de mémoire
- Les grandes enseignes sont présentes rue Nationale et dans la « galerie Nationale » (partie sud de la rue).
- L'hôtel de Beaune-Semblançay donnait sur la rue avant sa destruction
- L'église Saint-Julien, ancienne abbaye de Saint-Julien
- La fontaine du Cluzel (détruite)
- Hôtel Papion du Château, puis Manufacture Royale de damas et de velours (détruit partiellement)

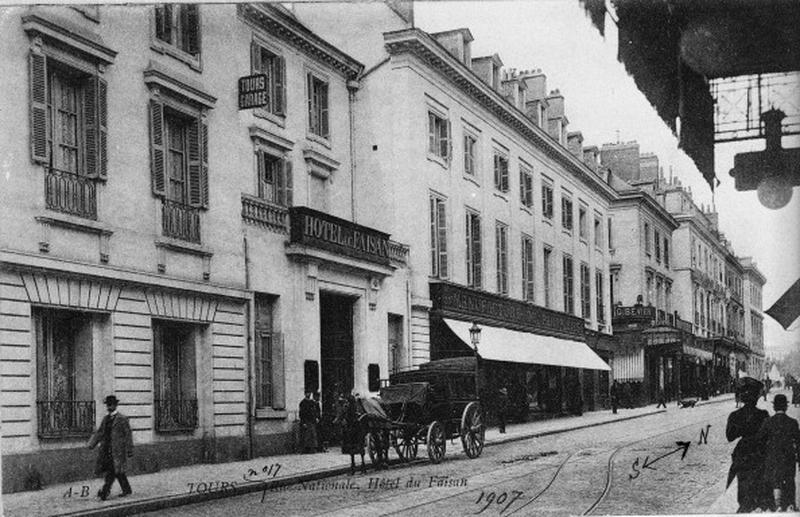
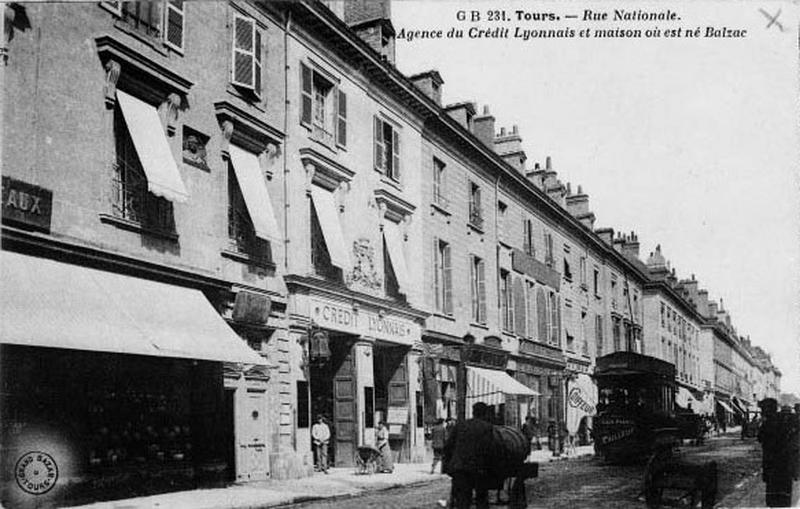
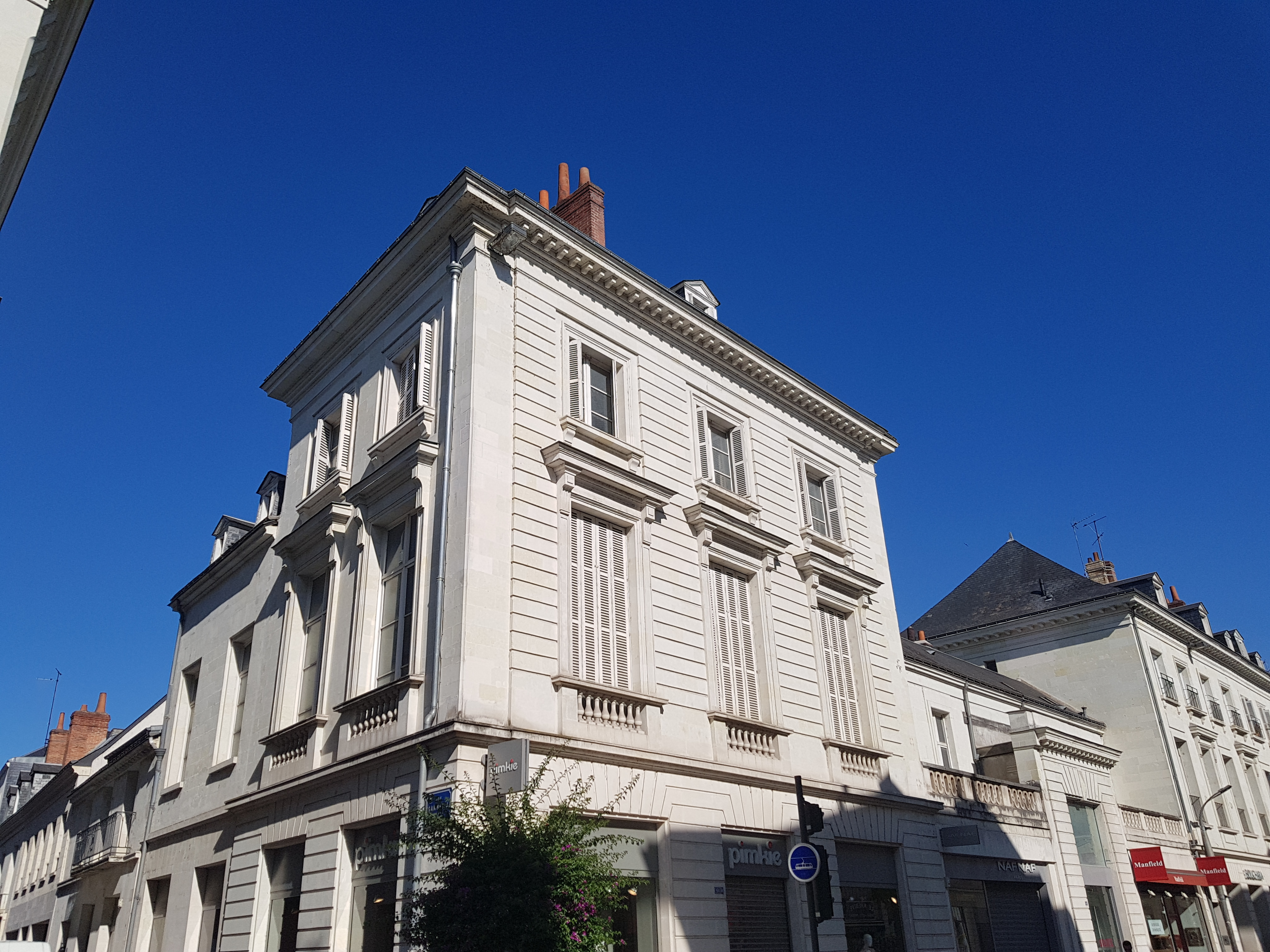

## Habitants célèbres
- Le mathématicien François Viète et l'érudit Nicolas de Nancel, l'imprimeur Jamet Mettayer ont logé rue Traversayne entre 1589 et 1595.